# Rhipidomys ochrogaster
Rhipidomys ochrogaster (J. A. Allen, 1901) è un roditore della famiglia dei Cricetidi endemico del Perù.

## Descrizione

### Dimensioni
Roditore di medie dimensioni, con la lunghezza della testa e del corpo tra 152 e 176 mm, la lunghezza della coda tra 198,5 e 228 mm, la lunghezza del piede tra 34,5 e 35 mm, la lunghezza delle orecchie tra 19 e 21 mm.

### Aspetto
Le parti dorsali sono bruno-arancioni, mentre le parti ventrali sono arancioni chiare. I piedi sono relativamente lunghi e larghi con una macchia dorsale scura che si estende fino alla prima falange delle dita. La coda è più lunga della testa e del corpo, è uniformemente scura e termina con un lungo ciuffo di peli.

## Biologia

### Comportamento
È una specie arboricola.

### Alimentazione
Si nutre di semi e formiche.

## Distribuzione e habitat
Questa specie è conosciuta soltanto in due località del Perù sud-orientale.
Vive nelle foreste umide montane delle Yungas tra 1.200 e 1.940 metri di altitudine.

## Conservazione
La IUCN Red List, considerata l'assenza di informazioni recenti circa l'estensione del proprio areale, le minacce, lo stato della popolazione e i requisiti ecologici, classifica R.ochrogaster come specie con dati insufficienti (DD).